# Kirche Ershausen
Kirche Ershausen este o arie protejată (arie specială de conservare — SAC, sit de importanță comunitară — SCI) din Germania întinsă pe o suprafață de 0,01 ha, integral pe uscat.

## Localizare
Centrul sitului Kirche Ershausen este situat la coordonatele 51°15′31″N 10°09′42″E / 51.2586°N 10.1617°E.

## Înființare
Situl Kirche Ershausen a fost declarat sit de importanță comunitară în iunie 2004 pentru a proteja 1 specie de animale. Situl a fost protejat și ca arie specială de conservare în iulie 2008.

## Biodiversitate
Situată în ecoregiunea continentală, aria protejată nu include niciun habitat protejat.
La baza desemnării sitului se află o specie protejată de  mamifere: liliac comun (Myotis myotis)